# Gheorghe-Iosif Bercan
Bercan Gheorghe Iosif (n. 15 iunie 1949, Rupea) este un istoric român.

## Biografie
S-a născut la Rupea la 15 iunie 1949, unde a urmat școala primară, gimnaziul și liceul. În 1972 a absolvit Facultatea de istorie din cadrul Universității București. Redactor la Biblioteca Națională a României (1973-1989) și director general între 1989-1997.

## Premii
- Premiul NICOLAE BĂLCESCU al Academiei Române în 1985 pentru lucrarea " Mihai Viteazul în conștiința europeană",vol.II. "Diplomația europeană în epoca modernă"(Nicolae Ciachir și Gheorghe Bercan)
- Premiul NICOLAE IORGA al Academiei Române în 1987.

## Publicații (cărți)
- Coautor la "Mihai Vitezul în conștiința europeană", vol.II-III, Buc., Editura Academiei, 1983-1984.
- "Românii la 1959. Unirea Principatelor în conștiința europeană". Vol.II. Texte străine (diplomați, istorici, publiciști). Buc., Editura științifică și enciclopedică, 1984.
- "Diplomația europeană în epoca modernă". Buc., Editura știintifică și enciclopedică, 1984.

## Publicații (articole)
- "Un grand prince de Transylvanie - Gabriel Bethlen". RPH, 1981, 6, nr.2.
- "Dezvoltarea luptei pentru unirea celor trei țări românești în secolul al XVII-lea. Domnia lui Gabriel Bethlen în Transilvania". Anale, 1981, 27, nr.1.
- "Acțiunile diplomatice românești în Balcani de la răscoala din Macedonia (1903) până la revoluția junilor turci (1908)". Univ. București, Caietul seminarulului special de științe auxiliare ale istoriei..., Vol.VI, 1996.
- "Prințul Manuc în Basarabia". Chișinău, Natura, Nr.10 (67) octombrie 1997.
- "Istoria Bibliotecii Naționale" și numeroase articole de biblioteconomie și bibliologie.

Inițiative legislative în domeniul bibliotecilor: Legea Depozitului Legal nr.111/1995.